# 福岡県道795号湯辺田八女線
福岡県道795号湯辺田八女線（ふくおかけんどう795ごう ゆべたやめせん）は、福岡県八女市を通る一般県道である。

## 概要
八女市黒木町湯辺田から八女市納楚に至る。
2010年（平成22年）に合併した旧八女郡黒木町の西端の湯辺田地区と八女市街地近くを結ぶ。矢部川と平行したコースを取り国道442号の迂回路に相当するが、狭隘な区間が多く離合がとても困難な箇所がある。
かつては旧国鉄矢部線跡を通過するルートをたどっていたが、2013年（平成25年）5月25日に国道442号八女筑後バイパスが開通し、国道442号の旧道経由に道路区画が変更されたため、矢部線跡は通過しなくなった。

### 路線データ
- 起点：福岡県八女市黒木町湯辺田（国道442号交点）
- 終点：福岡県八女市納楚（納楚交差点、国道3号交点、福岡県道96号八女瀬高線起点）
- 総延長：5.5 km

## 路線状況

### 重複区間
- 福岡県道82号久留米立花線（八女市祈祷院 - 八女市津江・後ノ江交差点）
- 国道442号（八女市津江・後ノ江交差点 - 八女市津江・納楚東交差点）

### 道路施設

#### 橋梁
- 星野川橋（星野川、八女市、福岡県道82号久留米立花線重複区間内）
- 惣田橋（八女市、福岡県道82号久留米立花線重複区間内）

## 地理

### 通過する自治体
- 八女市

### 交差する道路
| 交差する道路                                                 | 交差する場所 | 交差する場所      |
| ------------------------------------------------------------ | ------------ | ----------------- |
| 国道442号 福岡県道・大分県道・熊本県道115号八女小国線 重複   | 黒木町湯辺田 | 起点              |
| 福岡県道82号久留米立花線 重複区間起点                        | 祈祷院       |                   |
| 国道442号 重複区間起点 福岡県道82号久留米立花線 重複区間終点 | 津江         | 後ノ江交差点      |
| 国道442号 重複区間終点                                       | 津江         | 納楚東交差点      |
| 国道3号 国道325号 重複 福岡県道96号八女瀬高線                | 納楚         | 納楚交差点 / 終点 |

### 沿線
- 矢部川
- 祈祷院郵便局
- 八女市立上妻小学校